# Lidetorpsmon
Lidetorpsmon är ett naturreservat i Degerfors kommun i Örebro län.
Området är naturskyddat sedan 1970 och är 83 hektar stort. Reservatet omfattar en del av en rullstensås och består av  barrskog dominerad av tall.